# Uropsalis segmentata
Uropsalis segmentata là một loài chim trong họ Caprimulgidae.